# Rudolf Forssberg
Johan Rudolf Ferdinand Forssberg, född 1 augusti 1818 i Stockholm, död 2 juli 1879, var en svensk skådespelare.
Forssberg var 1833–1835 elev och 1835–1838 anställd i baletten vid Kungliga teatern, där han 1838–1844 var skådespelare. Han ledde 1844–1850 det före detta Djurströmska sällskapet och var från 1850 fram till sin död anställd vid Elfforsska sällskapet. Forssberg gestaltade en rad rollfigurer, särskilt inom det högre skådespelet, bland annat Kar Moor i Rövarbandet, Engelbrekt i Engelbrekt och hans dalkarlar, Örnulf i Kämparna på Helgeland, samt Birger Jarl i Bröllopet på Ulfåsa.

## Teater

### Roller (ej komplett)
| År   | Roll                  | Produktion                         | Regi            | Teater                      |
| ---- | --------------------- | ---------------------------------- | --------------- | --------------------------- |
| 1842 |                       | Maria Tudor Victor Hugo            |                 | Kungliga Dramatiska Teatern |
| 1877 | Örnulf från fjordarne | Kämparne på Helgeland Henrik Ibsen | August Lindberg | Elfforska sällskapet        |